# Once Upon a Time: The Singles
| Recensione        | Giudizio |
| ----------------- | -------- |
| AllMusic          | [ 1 ]    |
| The Village Voice | B+       |
| Rolling Stone     | [ 3 ]    |

Once Upon a Time: The Singles è la prima raccolta antologica del gruppo musicale britannico Siouxsie and the Banshees, pubblicata il 4 dicembre 1981.

## Il disco
L'album raccoglie tutti i singoli pubblicati dalla band dall'esordio sino al 1981, alcuni dei quali non comparsi in alcun album (ad esempio il primo successo Hong Kong Garden), con qualche lato B. Once Upon a Time: The Singles trascorse ventisei settimane nella UK albums chart. In contemporanea venne messa in vendita con lo stesso titolo anche la videocassetta con la raccolta dei videoclip della band per l'etichetta PolyGram Spectrum (numero di catalogo 7915062). Per la durata di 30 minuti, include i video degli otto singoli, ma sostituisce Mirage e Love in a Void con Red Light dall'album Kaleidoscope.

### Accoglienza
Steve Huey di AllMusic chiamò la compilation "una visione coesa ed essenziale della band". Aggiunse che, nonostante la musica "impegnativa" del gruppo, "è anche abbastanza accessibile per otto di questi singoli che sono entrati nella classifica dei Top 50 britannici". Mark Tremblay del Calgary Herald scrisse che "solo Playground Twist eccelle davvero nel primo lato", che presenta i singoli prima del 1980. Tremblay dise che "il lato due è più lucido, meno abrasivo e ha generalmente una migliore unità ritmica".  Nel 2002, Q nominò Once Upon a Time: The Singles il 7° più grande album di tutti i tempi per un'artista femminile. Nel 2012, Rolling Stone classificò l'album al 44º posto nella lista "Donne del rock: i 50 migliori album di tutti i tempi".

## Tracce
Lato 1
1. Hong Kong Garden - 2:56 (testo: Sioux - musica: McKay)
2. Mirage - 2:48 (testo: Severin - musica: Severin, McKay)
3. The Staircase (Mystery) - 3:06 (testo: Sioux - musica: Sioux, Severin, McKay, Morris)
4. Playground Twist - 3:03 (testo: Sioux - musica: Sioux, Severin, McKay, Morris)
5. Love in a Void - 2:31 (testo: Severin - musica: Sioux, Severin, Morris, Fenton)

Lato 2
1. Happy House - 3:51 (testo: Sioux - musica: Sioux, Severin)
2. Christine - 2:59 (testo: Severin - musica: Sioux, Severin)
3. Israel - 4:56 (testo: Sioux - musica: Sioux, Severin, McGeoch, Budgie)
4. Spellbound - 3:17 (testo: Severin - musica: Sioux, Severin, McGeoch, Budgie)
5. Arabian Knights - 3:09 (testo: Sioux - musica: Sioux, Severin, McGeoch, Budgie)

## Classifiche
| Classifica (1982) | Posizione massima |
| ----------------- | ----------------- |
| Nuova Zelanda     | 16                |
| Regno Unito       | 21                |